# Верховный представитель Союза по иностранным делам и политике безопасности
Верховный представитель Союза по иностранным делам и политике безопасности (англ. High Representative of the Union for Foreign Affairs and Security Policy) — основной координатор и представитель общей внешней политики и политики безопасности Европейского союза. С 1 декабря 2024 года пост занимает Кая Каллас.

## История
Пост был учреждён согласно Амстердамскому договору как Верховный представитель по общей иностранной политике и политике безопасности; в течение 10 лет его занимал Хавьер Солана. Лиссабонским договором, вступившим в силу 1 декабря 2009, предусматривается расширение должностных полномочий Верховного представителя: обладание местом в Европейской комиссии и председательство в Совете по иностранным делам. Администрация Билла Клинтона в мае 2000 объявила, что пост — это исполнение желания Генри Киссинджера: «Кому мне звонить, если я хочу поговорить с Европой?» (Who do I call if I want to call Europe?)

## Название
Официальное наименование должности — Верховный представитель Союза по иностранным делам и политике безопасности. Однако, раньше пост назывался Верховный представитель по общей иностранной политике и политике безопасности и, согласно Европейской конституции, должен был именоваться как Союзный министр иностранных дел. Последний вариант часто используется в массмедиа.

## Список
| №     | Photo | Представитель     | Государство    | Партия                                    | В должности      | В должности     |
| ----- | ----- | ----------------- | -------------- | ----------------------------------------- | ---------------- | --------------- |
| и. о. |       | Юрген Трумпф      | Германия       | Независимый                               | 1 мая 1999       | 17 октября 1999 |
| 1     |       | Хавьер Солана     | Испания        | Европейская: ПЕС Национальная: ИСРП       | 18 октября 1999  | 30 ноября 2009  |
| 2     |       | Кэтрин Эштон      | Великобритания | Европейская: ПЕС Национальная: Лейбористы | 1 декабря 2009   | 31 октября 2014 |
| 3     |       | Федерика Могерини | Италия         | Европейская: ПЕС Национальная: ДП         | 1 ноября 2014    | 30 ноября 2019  |
| 4     |       | Жозеп Боррель     | Испания        | Европейская: ПЕС Национальная: ИСРП       | с 1 декабря 2019 | 30 ноября 2024  |
| 5     |       | Кая Каллас        | Эстония        | Европейская: АЛДЕ Национальная: ПР        | с 1 декабря 2024 | по наст. время  |